# کرگ درو
کرگ درو (انگلیسی: Craig Drew؛ زادهٔ ۲۱ ژوئن ۱۹۸۳) نقشه خوان رالی اهل بریتانیا است.